# كارثيك رامان
كارثيك رامان (7 أبريل 1997 في الهند - ) هو لاعب كريكت هندي.

## وصلات خارجية
- كارثيك رامان على موقع إي آس بي آن كريك إنفو (الإنجليزية)